# シュコダ・カロック
カロック (KAROQ) は、シュコダ・オートが製造・販売する自動車である。

## 概要
2017年5月18日、ストックホルムにて発表された。2017年の第2四半期から発売開始の予定となる。
カロックは小型SUVのイエティの後継で、中型SUVのコディアックの弟分にあたる車種となる。コディアックと同様にフォルクスワーゲン・MQBプラットフォームを採用している。製造は姉妹車のセアト・アテカとともにチェコのクヴァシニ工場にて行われる。
外寸は前身のイェティより一回り大きくなり、外観はコディアックと同様にシュコダの最新のデザイン言語に基づいたものとなっている。VarioFlexシステムにより3つのリアシートは個別に倒すことも取り外すことも可能となっており、これによって通常時で521Lのラゲッジスペースは最大で1,810Lまで拡大できる。
エンジンは5種類用意される（ガソリン2種類とディーゼル3種類）。全てアイドリングストップ機構と回生ブレーキ付きの直噴ターボエンジンでEURO6排ガス規制に準拠している。新開発の直列4気筒 1.5L TSIには気筒休止機構が採用されている。トランスミッションは6速MTまたは7速DSGとなる。駆動方式はFWDとAWDが用意される。
カロックにはパークアシスト、レーンアシスト、トラフィックジャムアシスト、ブラインドスポットディテクトなどといった数々の運転支援システムが用意される。また、カロックはシュコダ車としては初めて（自由にプログラミング可能な）デジタルインストゥルメンタルパネルを採用している。インフォテインメントシステム「シュコダコネクト」はCarPlayおよびAndroid Autoに対応する。オプションでLTE接続も用意されるほか、スマートフォンのワイヤレス充電器も装備される。

## 車名
車名はアラスカ州南部に住むアルーティック族の言語（アルーティック語）の"KAA'RAQ"（車）と"RUQ"（矢）を組み合わせた造語である。